# Obří hrnec Kattila
Obří hrnec Kattila, finsky Helfwetin Kattila, je skalní přírodní geologický útvar obří hrnec. Nachází se v místě Kattila v národním parku Nuuksio na hranici měst/oblastí Vihti a Espoo v provincii Uusimaa v jižním Finsku. Tento zajímavý přírodní útvar začal vznikat v době ledové erozním působením ledu, vody a drobných kamenů. Objekt je památkově chráněn.

## Galerie

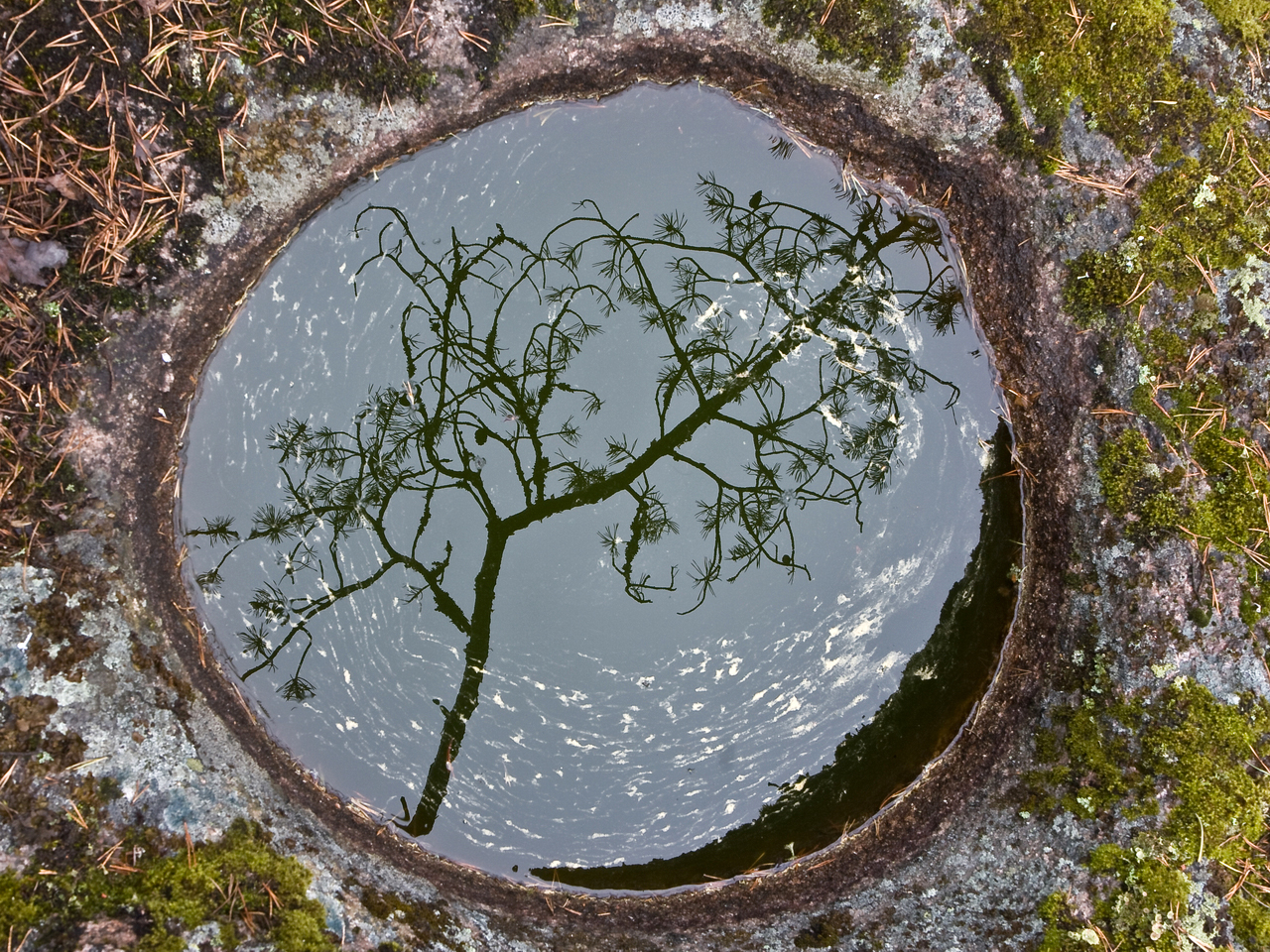
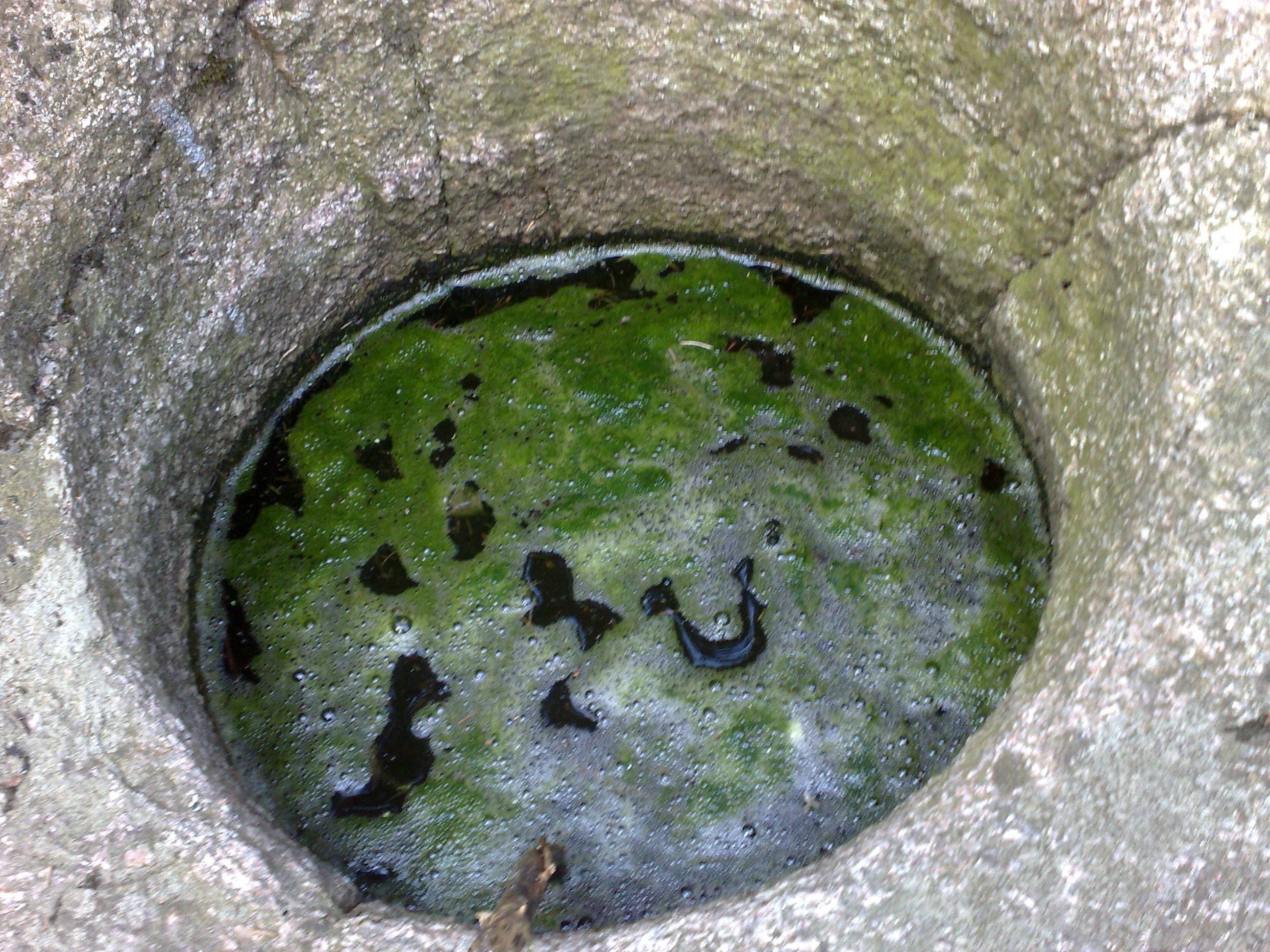
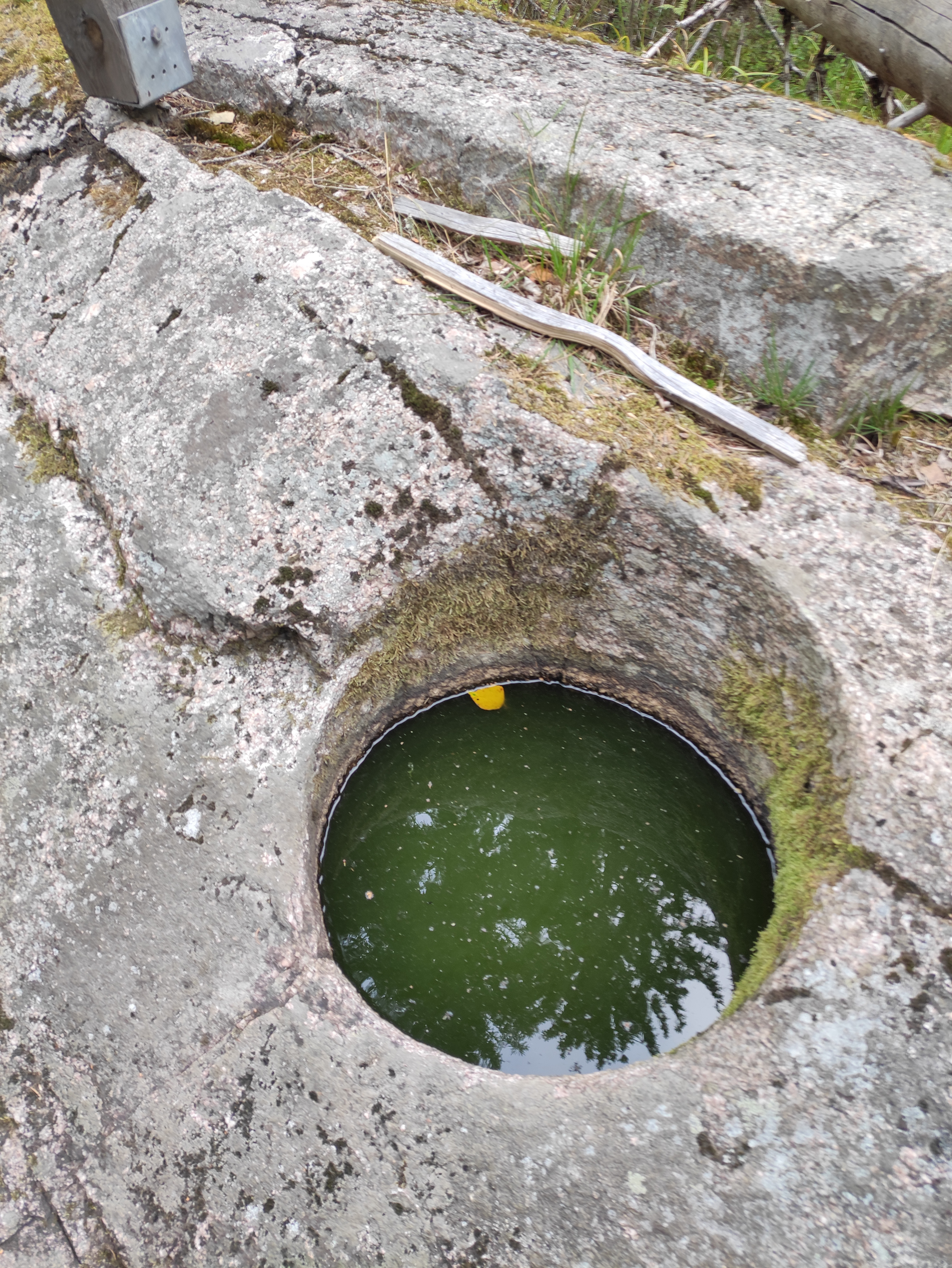